# Saison 10 des Enquêtes de Murdoch
Chronologie
Saison 9 Saison 11
La dixième saison des Enquêtes de Murdoch est constituée de dix-huit épisodes et d'un épisode spécial.

## Synopsis
Toujours fidèle à ses méthodes scientifiques, le détective Murdoch traque les criminels qui sévissent dans sa belle ville de Toronto. Tout en combattant courageusement pour les droits des femmes, Julia apporte un soutien à l'école de police grâce à son expérience médicale. Qu'il s'agisse de retrouver une femme disparue, d'enquêter sur le meurtre d'une jeune fille ou de retrouver un tueur professionnel, Murdock réussit toujours. En cherchant le coupable, il rencontre le célèbre auteur HP Lovecraft.

## Distribution

### Acteurs principaux
- Yannick Bisson (VF : Jean-Philippe Puymartin) : Détective William Murdoch
- Thomas Craig (VF : Patrice Dozier) : Inspecteur Thomas Brackenreid
- Jonny Harris (VF : Luc Arden) : Agent George Crabtree
- Hélène Joy (VF : Dominique Westberg) : Dre Julia Ogden
- Lachlan Murdoch (VF : Philippe Bozo) : Agent Henry Higgins

### Acteurs récurrents
- Arwen Humphreys (VF : Marie-Laure Dougnac) : Margaret Brackenreid (4 épisodes)
- Kristian Bruun (VF : Cédric Dumond) : Agent Augustus « Slugger » Jackson (9 épisodes)
- Mouna Traoré (VF : Justine Berger) : Rebecca James (14 épisodes)
- Alex Paxton-Beesley (VF : Barbara Beretta) : Winifred « Freddie » Pink (2 épisodes)
- Daniel Maslany (VF : Christophe Lemoine) : Inspecteur Llewellyn Watts (6 épisodes)
- Bea Santos (VF : Cindy Tempez) : Louise Cherry (8 épisodes)
- Siobhan Murphy (en) (VF : Véronique Picciotto) : Ruth Newsome (2 épisodes)
- Erin Agostino (VF : Victoria Grosbois) : Nina Bloom (6 épisodes)

### Invités
- Peter Stebbings (VF : Alexis Victor) : James Pendrick
- Peter Keleghan (VF : Lionel Henry (acteur)) : Terrence Meyers
- Michael Seater (VF : Franck Lorrain) : James Gillies
- Charles Vandervaart (VF : Maxime Baudouin) : John Brackenreid
- Kristina Nicoll (VF : Brigitte Aubry) : Madge Merton
- Julie Khaner (en) : Augusta Stowe-Gullen
- William Matthews : Reginald Fessenden
- Tyler East (VF : Romain Altché) : H. P. Lovecraft
- Georgina Reilly (VF : Barbara Delsol) : Dr Emily Grace

## Liste des épisodes
1. Tout feu tout flamme, Première partie
2. Tout feu tout flamme, Deuxième partie
3. Pas de corps, pas de crime
4. Erreur judiciaire
5. Une élève douée
6. Joue-la comme Brackenreid
7. Rouge à lèvres assassin
8. Un témoin encombrant
9. Le rôdeur
10. La voix du démon
11. Un fin limier
12. Retrouvailles inespérées
13. Les voisins de M. Murdoch
14. L'élixir de jouvence
15. Le sanctuaire des déesses
16. Le jeune monsieur Lovecraft
17. Les reines du patin
18. Coup monté

### Spécial:Il était une fois Noël
- Canada : 12 décembre 2016 sur CBC
- France : 25 décembre 2016 sur France 3

- Canada : 1.40 millions de téléspectateurs
- France : 2.71 millions de téléspectateurs

- Frank Moore : Lance Henderson
- Joel Keller : Marlin Edwards
- Jeni Ross : Vicky Parsons
- Gage Munroe (en) : Stephen Taylor
- Miles Faber : Robert Fields
- Makenna Beatty : Rosie Taylor
- Rain Clews-Fehr : Davey Taylor
- Paul Van Dyck : Gregory Heckenbush
- Rainbow Sun Francks : Stanley Garrity
- Brian Hamman : Zavier Owens
- Joanna Douglas : Wendy Nelson
- Stephanie Moore (en) : Mrs. Blackwood
- Rufus Crawford : Morton Witsel
- Robin Cunningham : Vagabond
- Ellen Dubin : Amelia Haversham
- Matthew Donovan : Lewis Branaugh
- Herbie Barnes : Marchand de journaux
- Jennifer Foster : Client #1
- Patricia Sullivan : Vendeuse
- Phil Borg : Cadre #1
- Eamon Hanson : Galopin des rues
- Gary Douglas : Agent de police chanteur
- Stephen J. Macdonald : Agent de police chanteur
- David Farant : Agent de police chanteur
- Sean Gallagher (en) : Agent de police chanteur
- Christopher Golovchenko : Agent de police chanteur
- Stephen Vincelli : Agent de police chanteur
- Robert Longo : Directeur de chant
- Peter M. Wright : Directeur de chant
- Randy Thomas : Directeur de chant
- Steven Holmberg : Directeur de chant
- Thomas Saunders : Directeur de chant

### Épisode 1:Tout feu tout flamme, Première partie
- Canada : 10 octobre 2016 sur CBC
- France : 27 août 2017 sur France 3

- Canada : 1.40 millions de téléspectateurs
- France : 2.83 millions de téléspectateurs

- Samantha Bond : Lady Suzanne Atherly
- Dominique Provost-Chalkley : Elizabeth Atherly
- Kyle Cameron : Rodney Strong
- Daiva Johnston : Eva Pearce
- Caroline Palmer : Faye Sloan
- Hannah Whitmore : Jennie Berridge
- Kelly Van der Burg : Madeline Wellwood
- Stefne Mercedes : Erma Fairhurst
- Harmon Walsh : Bishop
- Katy Breier : Lydia Hall
- Sean Connolly Affleck : Samuel Bloom
- Alison J. Palmer : Mathilda Thorn
- Nathan Hoppe : Agent McNabb
- Rosemarie Raghallaigh : Débutante Invitée (non-créditée)

### Épisode 2:Tout feu tout flamme, Deuxième partie
- Canada : 17 octobre 2016 sur CBC
- France : 27 août 2017 sur France 3

- Canada : 1.41 millions de téléspectateurs
- France : 2.83 millions de téléspectateurs

- Samantha Bond : Lady Suzanne Atherly
- Dominique Provost-Chalkley : Elizabeth Atherly
- Kyle Cameron : Rodney Strong
- Daiva Johnston : Eva Pearce
- Sean Connolly Affleck : Samuel Bloom
- Harmon Walsh : Bishop
- Stefne Mercedes : Erma Fairhurst
- Hannah Whitmore : Jennie Berridge
- Kelly Van der Burg : Madeline Wellwood
- Katy Breier : Lydia Hall
- Joseph Motiki : Colin Dunn
- Roland Greber : Garçon de salle
- Yury Ruzhyev : Sans-abri
- Joanna Haughton : Infirmière
- Jennifer Vey : Femme

### Épisode 3:Pas de corps, pas de crime
- Canada : 24 octobre 2016 sur CBC
- France : 3 septembre 2017 sur France 3

- Canada : 1.31 millions de téléspectateurs
- France : 3.04 millions de téléspectateurs

- Mary Lewis (en) : Ma Murphy
- Jonathan Widdifield : Adam Murphy
- Jessica Greenberg : Sally
- Patrick Haye : Barman
- Alana Pancyr : Molly
- Nathan Hoppe : Agent McNabb

### Épisode 4:Erreur judiciaire
- Canada : 31 octobre 2016 sur CBC
- France : 3 septembre 2017 sur France 3

- Canada : 1.30 millions de téléspectateurs
- France : 2.90 millions de téléspectateurs

- Jonathan Goad : Gus Shanley
- Deborah Pollitt : Dorothy Ramsay
- Matthew Alan Taylor : Samuel Ramsay
- Dylan Colton : Philip Shanley Ramsay
- Elisa Moolecherry : Miss Geraldine Hanover

### Épisode 5:Une élève douée
- Canada : 7 novembre 2016 sur CBC
- France : 10 septembre 2017 sur France 3

- Canada : 1.42 millions de téléspectateurs
- France : 3.21 millions de téléspectateurs

- James Gallanders : Professeur Lawrence Hempel
- Jordan Johnson-Hinds : Nate Desmond
- Clare Stone : Anne Baxter
- Erin Margurite Carter : Katherine Roy
- Matt O'Connor : Bernard Winston
- Kiran Friesen : Lucy Stone
- Brittaney Bennett : Enid McInnes
- Anthony Ulc : Mr. Binks
- Jennifer Balen : Sarah Franklin
- Kevin Charles Hopper : Veilleur de nuit

### Épisode 6:Joue-la comme Brackenreid
- Canada : 14 novembre 2016 sur CBC
- France : 10 septembre 2017 sur France 3

- Canada : 1.32 millions de téléspectateurs
- France : 3.21 millions de téléspectateurs

- Shaun Smyth : Andrew 'Nobby' Nobson
- Alice Snaden : Harriet Harcourt
- Daniel Henkel : Leland Harcourt
- Benjamin Sutherland : Jack Gourlay
- Jake Foy : Wesley Patten
- Melinda Michael : Esther Fields
- Austin Duffy : Robert Semple
- Jordan Cole : Joueur de football (non-crédité)
- Dale Juno : Joueur de football de l'Université de Toronto (non-crédité)

### Épisode 7:Rouge à lèvres assassin
- Canada : 21 novembre 2016 sur CBC
- France : 17 septembre 2017 sur France 3

- Canada : 1.34 millions de téléspectateurs
- France : 3.48 millions de téléspectateurs

- Thom Allison : Oscar Ducharme
- Kate Corbett : Josie
- Linzee Barclay : Mme. Bessie Fellowes
- Nathan Hoppe : Constable McNabb
- Katy Breier : Lydia Hall
- Erin Eldershaw : Sadie Talbot
- Jenny Weisz : Miss Petrie
- Larry Mannell : Preston
- Adam Rodness : Robert Roth
- Scott McCrickard : Elmer
- Steve Johnston : Canoéiste
- Alexandrea McGillis : Mme. Conway (non-créditée)
- Valerie Scannura : Conseillère municipale (non-créditée)

### Épisode 8:Un témoin encombrant
- Canada : 28 novembre 2016 sur CBC
- France : 17 septembre 2017 sur France 3

- Canada : 1.30 millions de téléspectateurs
- France : 3.15 millions de téléspectateurs

- Cyrus Lane : Roger Newsome
- Geordie Johnson : Procureur de la Couronne Daniels
- Cliff Saunders : Stanley Faber
- Marc Hickox : Rex Grey
- Ash Catherwood : Gilford Harrison
- Ron Kennell : Alastair Plumlee
- Kristian Truelsen : Juge

### Épisode 9:Le rôdeur
- Canada : 5 décembre 2016 sur CBC
- France : 24 septembre 2017 sur France 3

- Canada : 1.24 millions de téléspectateurs
- France : 3.18 millions de téléspectateurs

- Glenda Braganza : Ashmi
- Andrew Di Rosa : Peregrine Fawkes
- Teagan Vincze : Estephanie
- Joseph Di Mambro : Ernest
- Katy Breier : Lydia Hall
- Liz Johnston : Femme
- Katriina Isberg : Dr. Karlsson

### Épisode 10:La voix du démon
- Canada : 9 janvier 2017 sur CBC
- France : 24 septembre 2017 sur France 3

- Canada : 1.40 millions de téléspectateurs
- France : 2.81 millions de téléspectateurs

- Mark Rendall : Jacob Foley
- Veronica Denson : Veronica Bowden
- Marc Bendavid : Robert Perry
- Ted Atherton : Professeur Albert Godfrey
- Sarah Manninen : Verna Bowden
- David Schurmann : Juge Matthews
- Colin Price : Mr. Harding (non-crédité)

### Épisode 11:Un fin limier
- Canada : 16 janvier 2017 sur CBC
- France : 1er octobre 2017 sur France 3

- Canada : 1.41 millions de téléspectateurs
- France : 3.30 millions de téléspectateurs

- Alan Doyle : Historien
- Joy Tanner : Edith Frizzel
- Rick Miller : Beaumont Stoddard
- James Kall : Michael Dubois
- Darryl Hinds : Sebastien Melrose
- Justin Collette : Buck Christopher
- Mark Burgess : Prêtre
- Ross Baker : Annonceur
- Nug Mamrgong : Barman
- Colin Price : Mr. Harding

### Épisode 12:Retrouvailles inespérées
- Canada : 23 janvier 2017 sur CBC
- France : 1er octobre 2017 sur France 3

- Canada : 1.41 millions de téléspectateurs
- France : 3.22 millions de téléspectateurs

- Deborah Grover : Adelia Gordon
- Jeff Geddis : Jonah Foster
- Gordon Hecht : Albert Slaight
- Rohan Mead : Adam Gordon
- Jane Sowerby : Edna Bergman
- Danny Waugh : Breydon O'Donnell
- Jonathan W. Robbins : Norman Bruce
- Maria Syrgiannis : Bertha Waters
- Anton Chevrier : Jeune Adam Gordon
- Christopher Calvelli : Jeune Jonah Foster
- Ray Francis : Imposteur (non-crédité)

### Épisode 13:Les voisins de M. Murdoch
- Canada : 6 février 2017 sur CBC
- France : 8 octobre 2017 sur France 3

- Canada : 1.37 millions de téléspectateurs
- France : 3.41 millions de téléspectateurs

- Laurie Murdoch : Alvin Nash
- Clare Stone : Anne Baxter
- Erin Margurite Carter : Katherine Roy
- Natalia Payne : Dorothy Nash
- Jeff McEnery : Barry Biggs
- Jimmy Byron : Frank Walsh
- Jonathan W. Robbins : Norman Bruce
- Robert Verlaque : Cameron Smith
- Jerry Rector : Horace Dawson
- Amy Matysio : Minnie Hobbins
- Sean Connolly Affleck : Samuel Bloom
- Colin Paradine : Maçon
- Bonnie Gray : Mavis Nash

### Épisode 14:L'élixir de jouvence
- Canada : 13 février 2017 sur CBC
- France : 8 octobre 2017 sur France 3

- Canada : 1.35 millions de téléspectateurs
- France : 3.22 millions de téléspectateurs

- Evan Marsh : Quinton Prout
- Ari Millen : Agent Tanner
- Glenda Braganza : Ashmi
- Sean Connolly Affleck : Samuel Bloom

### Épisode 15:Le sanctuaire des déesses
- Canada : 20 février 2017 sur CBC
- France : 15 octobre 2017 sur France 3

- Canada : 1.45 millions de téléspectateurs
- France : 3.13 millions de téléspectateurs

- Elizabeth Whitmere : Clarissa Watts
- Natasha Greenblatt : Artemis
- Greta Onieogou : Themis
- Jordan Johnson-Hinds : Nate Desmond
- Sophie Goulet : Demeter
- Stephen McGrath : Hector Coleman
- Jonathan W. Robbins : Norman Bruce

### Épisode 16:Le jeune monsieur Lovecraft
- Canada : 27 février 2017 sur CBC
- France : 15 octobre 2017 sur France 3

- Canada : 1.30 millions de téléspectateurs
- France : 2.91 millions de téléspectateurs

- Stephen Joffe : Clinton Hartley
- Callan Potter : Ian Blair
- Dylan Authors : Logan Smiley
- Morgan Kohan : Sarah Glass
- Steve Whistance-Smith : Mr. Grandy
- Lauren Piech : Mme Purdy
- Sam Campbell : Ellen Woods

### Épisode 17:Les reines du patin
- Canada : 13 mars 2017 sur CBC
- France : 22 octobre 2017 sur France 3

- Canada : 1.35 millions de téléspectateurs
- France : 3.50 millions de téléspectateurs

- Erica Deutschman : Sophie Palmer
- Natasha Negovanlis : Mildred Preston
- Emily Coutts : Camilla Morse
- Katy Breier : Lydia Hall
- Chelsea Leaman : Betty Dalton
- Sheri Godda : Laura Howard
- Tim Post : Robert Palmer
- Jeremy Walmsley : Herschel Humphries
- Ayinde Blake : Edwin Thornberg

### Épisode 18:Coup monté
- Canada : 20 mars 2017 sur CBC
- France : 22 octobre 2017 sur France 3

- Canada : 1.23 millions de téléspectateurs
- France : 3.06 millions de téléspectateurs

- Robin Dunne : Franklin Williams
- Richard Clarkin : Chef de la police Davis
- John Wildman (en) : Robert Graham
- Katy Breier : Lydia Hall
- Sara Farb : Emily Dobbs
- Calvin Desautels : Edward Dobbs
- Chris White : Officier
- Brett Reason : Agent de police
- Terrence Balazo : Vendeur
- Christopher Golovchenko : Agent de police (non-crédité)
- Steve 'Shack' Shackleton : Agent de police (non-crédité)
- Richard Taylor : Agent de police (non-crédité)
- Stephen Vincelli : Agent de police (non-crédité)